# Оптушка
Оптушка — река в России, протекает по Орловской области. Правый приток Оптухи.

## География
Река берёт начало неподалёку от села Моховое Залегощенского района. Течёт на запад. На реке расположено село Золотарёво и деревня Новоселенная. Устье реки находится в 26 км от устья Оптухи. Длина реки составляет 31 км, площадь водосборного бассейна — 201 км². Наиболее крупный правый приток Оптушки — река Чиж.

## Данные водного реестра
По данным государственного водного реестра России относится к Окскому бассейновому округу, водохозяйственный участок реки — Ока от города Орёл до города Белёв, речной подбассейн реки — бассейны притоков Оки до впадения Мокши. Речной бассейн реки — Ока.
Код объекта в государственном водном реестре — 09010100212110000018049.